# Areca jobiensis
Areca jobiensis är en enhjärtbladig växtart som beskrevs av Odoardo Beccari. Areca jobiensis ingår i släktet Areca och familjen Arecaceae. Inga underarter finns listade i Catalogue of Life.